# SimCity Creator
SimCity Creator è un videogioco, sesto della serie SimCity, sviluppato dalla Maxis e pubblicato dalla EA.

## La panoramica del gioco
SimCity Creator segue la formula della serie SimCity dove il giocatore gestisce la città e piazza zone residenziali, commerciali ed industriali in aggiunta alle infrastrutture come stazioni di polizia, ospedali, porti e gli stadi. Tuttavia, il giocatore può personalizzare l'aspetto dei palazzi scegliendo tra alcuni "Edifici eroici" che danno uno stile diverso all'architettura cittadina come quello Egiziano, Romano, Giapponese, Europeo e futuristico. È possibile, anche, esplorare la città (resa in 3D) guidando un elicottero o un aeroplano.
Traendo il vantaggio del Wii, il puntatore del Wiimote è usato direttamente per disegnare le strade e binari ferroviari sulla mappa. Le città possono anche essere condivise tramite il WiiConnect24. I consiglieri del gioco sono simili ai personaggi di MySims.
Simile al SimCity 4, SimCity Creator offre il ciclo giorno/notte, come anche il ciclo stagionale. I giocatori possono distruggere le città provocando i disastri come dinosauri, robot giganti, tornado, alieni e impatti delle meteoriti.

## Costruzione

### Zone
In questo capitolo di SimCity, come nel gioco originale, ci sono le "zone". Sono della Bassa, Media ed Alta densità per ognuna delle tre zone: Residenziale, Commerciale ed Industriale. È presente anche la "zona" per la discarica. Ogni zona ha un colore diverso.
- Residenziale - di colore verde: sono presenti le abitazioni per i Sim.
- Commerciale - di colore blu: sono presenti i negozi e gli uffici della città.
- Industriale - di colore giallo: contiene le fabbriche e i magazzini.

### Trasporti
Le zone devono essere connesse con le strade e le tipologie presenti sono le seguenti:
- Strade curve
- Strade dritte
- Autostrade

## Sviluppo
Il gioco fu annunciato per la prima volta il 12 febbraio 2008 da Nancy Smith (presidente dell'etichetta Sims) assieme ai seguenti titoli della serie: SimAnimals, MySims Kingdom e MySims Party.